# Jasper Wilson
Jasper Wilson (Camden, 12 luglio 1947) è un ex cestista statunitense, professionista nella ABA.

## Carriera
Venne selezionato dai Baltimore Bullets al settimo giro del Draft NBA 1968 (82ª scelta assoluta).